# Dân Cần
Dân Cần (chữ Hán phồn thể: 民勤縣, chữ Hán giản thể: 民勤县) là một huyện thuộc địa cấp thị Vũ Uy, tỉnh Cam Túc, Cộng hòa Nhân dân Trung Hoa. Huyện này ở phía bắc 3 mặt giáp sa mạc Tengger và sa mạc Badain Jaran. Dân Cần có diện tích 16.016 km², dân số năm 2004 là 290.000 người. Huyện lỵ đóng ở trấn Tam Lôi. Mã số bưu chính của huyện Dân Cần là 733300. Về mặt hành chính, huyện Dân Cần được chia thành 18 đơn vị cấp hương gồm 5 trấn, 13 hương.
- Trấn: Tam Lôi, Đông Bá, Tuyền Sơn, Tây Cừ và Đông Hồ.
- Hương: Xương Ninh, Thái Kỳ, Đại Bá, Tô Vũ, Giáp Hà, Song Tỳ Khoa, Hồng Sa Lương, Hoa Nhi Viên, Nam Hồ, Thâu Thành, Tiết Bách, Trọng Hưng và Đại Than.